# جراند بريكس دي إسبيرجوس 2014
جراند بريكس دي إسبيرجوس 2014 (بالفرنسية: Grand Prix d'Isbergues 2014)‏  هو سباق دراجات هوائية، وهو الموسم رقم 68 من السباق، وأقيم في 21 سبتمبر 2014، وامتدّ لمسافة 200.5 كيلومتر، وهو أحد سباقات طواف أوروبا للدراجات 2014، وهو من نوع سباق يوم واحد،  وقد شارك في السباق 138 متسابقاً ووصل إلى نهايته 104 متسابقاً.
فاز فيه بالمركز الأول ارنو ديمار، وبالمركز الثاني يوهيني هوتاروفيتش، وبالمركز الثالث هاينريش هوسلر، والفائز حسب ترتيب السرعة Jimmy Turgis ‏، والفائز حسب ترتيب النقاط للشباب  ارنو ديمار، والفائز حسب ترتيب النقاط Kristoffer Skjerping ‏، والفريق الفائز في ترتيب الفرق Roubaix Lille Métropole 2014.

## الفائزون
| الترتيب       | الفائز                  |
| ------------- | ----------------------- |
| الفائز        | ارنو ديمار              |
| الثاني        | يوهيني هوتاروفيتش       |
| الثالث        | هاينريش هوسلر           |
| تسلق الجبل    | Kristoffer Skjerping ‏   |
| سباقات السرعة | Jimmy Turgis ‏           |
| أفضل شاب      | ارنو ديمار              |
| الفريق        | Roubaix Lille Métropole |